# مازونة
مازونة مدينة سياحية تاريخية جزائرية تقع غرب الجزائر العاصمة في قلب جبال الظهرة.حيث تتبع ولاية غليزان. يقدر تعداد سكانها 26044 نسمة لعام 2008م.
شهدت مازونة العديد من المحطات التاريخية التي أثرت في مسيرتها الحضارية مما أتاح لها أن تكون لديها بصمة خاصة في الجزائر بصفة عامة وفي الغرب الجزائري بصفة خاصة بفضل المغراوة الذين جعلوا من مازونة عاصمة لإمارتهم الناشئة في القرن 6 هجري ثم الأتراك الذين جعلوها عاصمة بايلك الغرب إضافة للتأثير العلمي الذي تزعمته مدرسة مازونة الفقهية.

## أصل التسمية
تعددت الروايات التاريخية حول أصل تسمية مازونة وهي أن:
1. مازونة نابعة من (مسن) بلدة رومانيـة.
2. مازونة هي اسم لرئيس قبيلة زناتية تدعى ماسون المعروف بـ رجيس ماسينغ جانيس[3]
3. مازونة تستنبط اسمها من اسم ملكة كانت تملك كنزا كله نقودا يسمى موزونة[4]،[5]
4. رواية أخرى تقول أن ملكا يدعى ماتع جاء إلى عين المكان وكانت له بنت اسمها زونة و التي نسب إليها منبع الماء فصار المكان يعرف بـ ماء زونة ثم بمرور الأزمنة أصبح اسمها مازونة.
5. المزيونة - عمان (Al Mazyunah- Oman) تشابه الاسماء مثل كلمة "آيت" في اللغة الشحرية لها عدة معاني، وتستخدم في أسماء بعض المناطق في ظفار للإشارة إلى "الملك" أو "آل" أو "بنو" أو "أولاد".(آيت زربيج, آيت فات, آيت سكرون)

## جغرافيا

### تضاريس
تظهر التضاريس في 3 كيلومترات المحيطة بالمدينة تباينًا كبيرًا في الارتفاع، مع اختلاف في الارتفاع يصل إلى 364 مترًا ومتوسط ارتفاع فوق مستوى سطح البحر 399 مترًا. أما في الـ 16 كيلومترًا، اختلافات كبيرة جدًا في الارتفاع (722 مترًا). في حدود 80 كيلومترًا، اختلافات كبيرة في الارتفاع (1963 مترًا).
المنطقة الواقعة على بعد 3 كيلومترات من مازونة مغطاة بأراضي المحاصيل (73٪)، وضمن 16 كيلومترًا من الأراضي الزراعية (75٪) ، وضمن 80 كيلومترًا من الأراضي الزراعية (37٪).٪) والمياه (32٪).

### المناخ
يستمر الموسم الحار مدة 2.8 شهرًا، من 18 جوان إلى 12 سبتمبر، بمتوسط درجة حرارة مرتفعة يوميًا أعلى من 30 درجة مئوية. أكثر شهور السنة سخونة في مازونة هو أوت، حيث يبلغ متوسط درجة الحرارة العظمى 33 درجة مئوية والصغرى 21 درجة مئوية.
يستمر الموسم البارد مدة 4.0 أشهر، من 18 نوفمبر إلى 19 مارس، بمتوسط درجة حرارة مرتفعة يومية أقل من 60 درجة فهرنهايت. أبرد شهور السنة في مازونة هو يناير، بمتوسط درجة حرارة صغرى 5 درجات مئوية وحد أقصى 14 درجة مئوية.

## تاريخ

### التاريخ القديم
يعود تاريخ مازونة قبل ميلاد عيسي.و روى ابن خلدون أن مازونة أسست من قبل الأمازيغ والدليل هو وجود عدة أحياء في مازونة القديمة تحمل أسماء أمازيغية مثل تايسرت، أجدير، بوذلول، تامدة، وهي أيضا عاصمة بايلك الغرب في الحكم العثماني، ومنارة العلم والعلماء فكان العلماء من جامع الأزهر والزيتونة يأتون لمازونة للحصول علي شهادة مشايخ، ورد ذكر مازونة في كتاب (ابن بطوطة)

### الحقبة الإسلامية

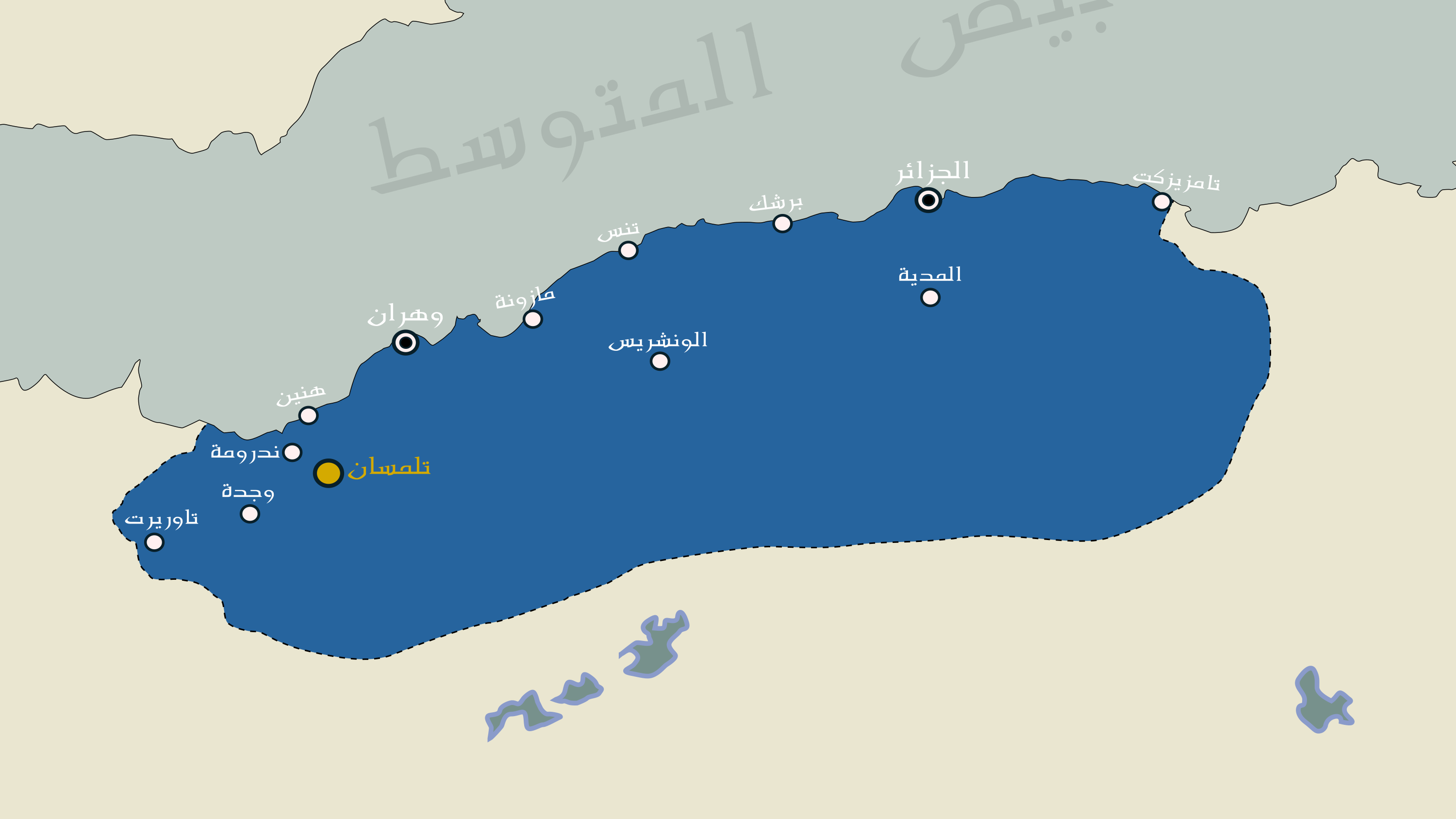
مملكة تلمسانبايلكات أيالة الجزائر

وصل العرب إلى مازونة خلال نشرهم للإسلام وأصبح سكان مازونة آنذاك 15 ألف نسمة وتطورت في هذه الفترة تجارة مازونة حيث كانت همزة وصل في الطريق التجاري الرابط بين المحيط الأطلسي ومدينة تونس ومن بين هذه المدن(تلمسان، مليانة، العاصمة، قسنطينة، فاس، تازا ووجدة).
وبرزت عائلة ذات تأثير سياسي إسمها مغراوة والتي حكمت الظهرة وأسست لإمارة مغراوة وأسست مازونة عاصمة لها ودخلت بدورها في صراع مرير مع خصومهم بنو زيان 

### العهد العثماني
شهدت مازونة في العهد العثماني إنتقالا من مصاف المدن العادية إلى عاصمة بايلك الغرب نظرا لموقعها الجغرافي المحصن طبيعيا وبعيد عن الخطر الإسباني الذي إستطاع أن يهدد الساحل الجزائري في القرن 16م وكانت التحرشات الإسبانية بتنس ومزغران ومستغانم ووهران لا تتوقف أبدا وكان لبايات مازونة دور هاما في توطين العثمانيين بالمدينة ولو أنهم كانو قلة وكان عدد البايات الذين تقلدوا بايلك الغرب بمازونة حوالي 16 وأشهرهم :
1. حسن بن خير الدين
2. ابو خديجة
3. السواق
4. سعيد
5. شعبان الزناقي
6. مصطفى بن يوسف

### أراء الرحالة حول مازونة
- تطرق الجغرافي الإدريسي لما زونة فقال في نزهة المشتاق في اختراق الافاق:[8]

| مازونة | مدينة مازونة على ستة أميال من البحر وهي مدينة بين أجبل وهي في أسفل خندق ولها أنهار ومزارع وبساتين وأسواق عامرة ومساكن مؤنقة ولسوقها يوم معلوم يجتمع إليه أصناف من البربر بضروب من الفواكه والألبان والسمن والعسل كثير بها ، وهي من أحسن البلاد صفة وأكثرها فواكه وخصبا | مازونة |

حسن الوزان :

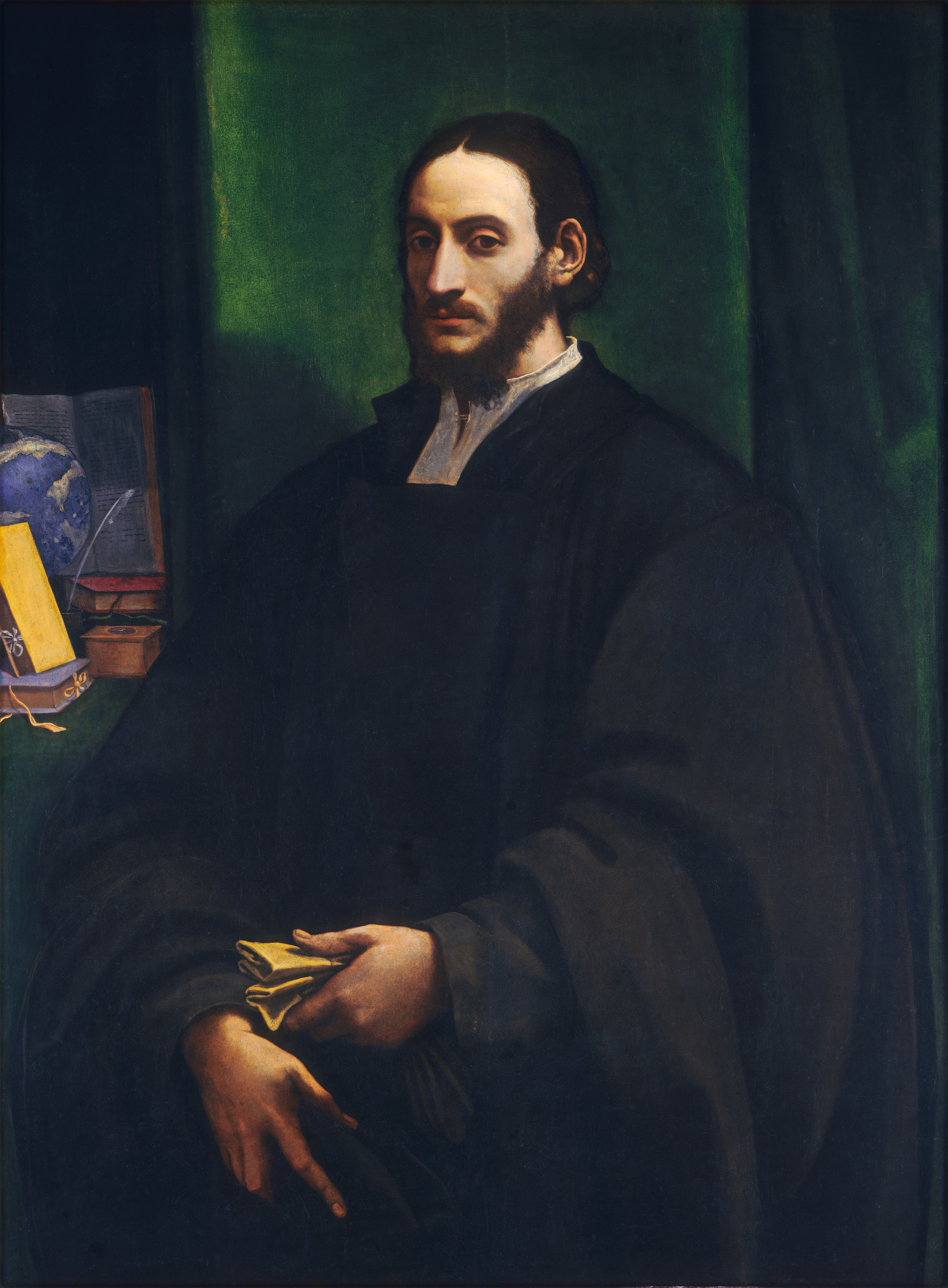
الحسن الوزان

| مازونة | مازونة مدينة قديمة بنيت ، حسب قول بعضهم ، على أيدي الرومان على مسافة أربعين ميلا من البحر . وتمتد على مساحة كبيرة وأسوارها منيعة ، ولكن بيوتها قبيحة وبائسة. وفيها جامع وبعض مساجد.وقد كانت في الماضي مدينة متحضرة جدا ولكنها كثيرا ما تعرضت للنهب ، تارة من قبل ملوك تونس ، وتارة أخرى من قبل العصاة. وكان آخر خراب لحق بها في أعقاب سيطرة العرب حتى لم يبق فيها الآن سوى النذر اليسير من السكان. وهؤلاء هم من الحياك أو من الفلاحين. وجميعهم فقراء لأن العرب يرهقونهم بالإتاوات ، وأراضيها الزراعية طيبة ومنتجة.ويظهر قرب المدينة الكثير من البلدان الخربة التي كان الرومان قد بنوها. ولا تحمل أى اسم معروف لدينا ، ولكن يمكن التعرف على أنها كانت رومانية من العدد الهائل من الكتابات المنقوشة على صفحات الرخام. ولا يورد مؤرخونا الإفريقيون عنها ذكرا. | مازونة |

- هاينريش فان مالتسنهاينريش فون مالتزان:[10]

| مازونة | أنا راجع من تنس إلى مدينة شلف في شهر ماي كان جميلا للسفر اتجهت إلى مازونة و من ثم إلى مستغانم ثم إلى وهران ، الجبال التي قطعناها من مدينة شلف إلى مازونة ترمز إلى أشهر ثورة وهي ثورة بومعزة عاصمة الظهرة هي مازونة يتراوح عدد سكانها ما بين 2000 إلى 3000 ، هي مدينة عربية ، وصلنا مساء ، هي أول مرة أشاهد مدينة كهذه المدينة ، تأخذ الطابع العربي بدون هندسة معمارية أوروبية قد تغير من شكل بناء المنزل أشكال البناء ففي هذا الحي داخل المدينة بسيط جدا و فقير بالنسبة لحي عربي كمدينة الجزائر ، و دخلنا من بوابة الجنوب التي تقودنا مباشرة إلى الشوارع التي يجلس بها السكان مرتدين البرانس أمام منازلهم التي بها طابق واحد هذا يدل على مستوى معين يعطي مظهرا جميلا و مفرحا لهذه الأخيرة لا يوجد بمازونة إلا أوربى واحد عندما كنت بها هو الملازم " لوكا " رئيس المكتب العربي ، | مازونة |

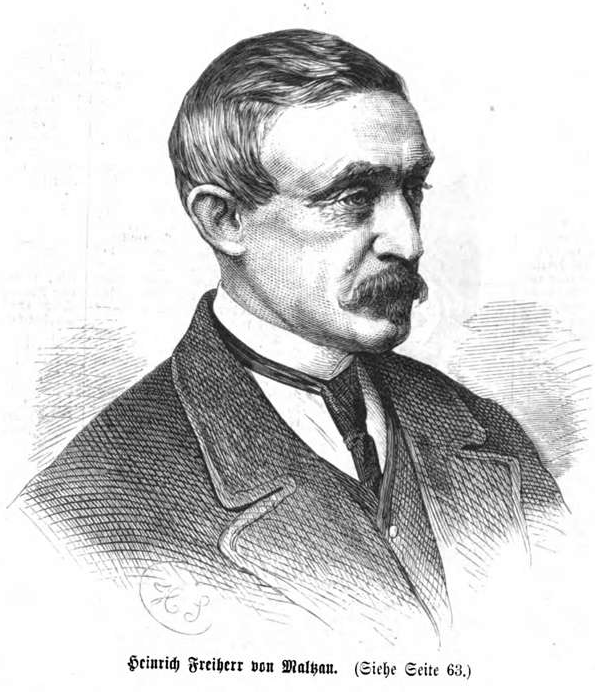
هاينريش فان مالتسن

- مدح عبدالله المشرفي ( قاضي معسكر) الصادقَ الحميسي المازوني وهو تلميذه وقد زاره بمازونة [11]

## الإدارة

### أحياء المدينة
تضم مازونة العديد من التجنعات السكنية أهمها :
- سيدي عدة
- الحساسنة
- الخنانسة
- سيدي عزايز
- تامدة
- بوعلوفة
- نكاكزة .
- عوينة الديب
- أولاد مزيان .
- المعازيز .
- سيدي بلمهل .
- عين الجنة .
- بوسرور .
- 05 جويلية .
- القواسم .
- كعب .

## مازونة الطابع الفكري

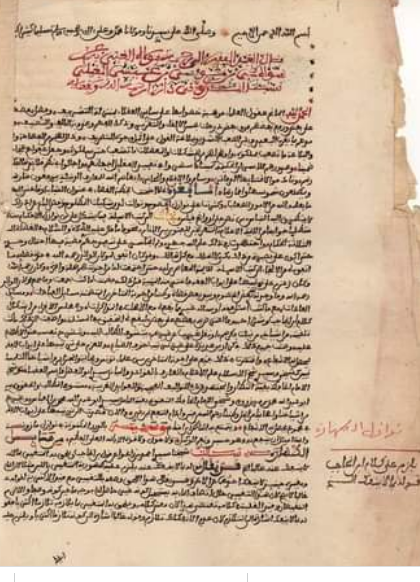
صفحة من مخطوط الدرر المكنونة في نوازل مازونة

إعتنى أهل مازونة بالعلوم الدينية ومختلف فروعها حيث كان الفقه أساسها. كما زاد الاهتمام بحفظ القران والأحاديث والبحث في مسائل أصول الفقه واهتموا بالتفسير وحفظه. ورغم الحوادث التي مرت بها المدينة عبر العصور التي هزت استقراها الا انها لم تدع قط من عاداتها وخاصة في الجانب الديني وبقيت قبلة العلم ومقصدا لطلبة وقطب العلماء فساد التاليف مع صاحب الدرر المكنونة في نوازل مازونة ليحيى بن أبي عمران المازوني، وعمل على ترجمته لعلماء وصلحاء المنطقة.
وعليه فان المدينة كانت مركز اشعاع حضاري أدى فيها العلماء دورا بارزا شكلوا مصدر الحياة العلمية والثقافية بالمنطقة واعطو النفس الطويل في التدريس والتأليف.

### وفود العلماء والرحالة إلى مازونة
شكلت مازونة خلال الفترة الحديثة والوسطى محور العلم والتلاقح الثقافي حيث زخرت بمجالس العلم وقد اشارت بعض المصادر التي وصلت اليه أحوال العلم بهذا البلد سواء ما تعلق الامر بالرحلات أو بتشجيع العلماء نحو هذا المركز العلمي والثقافي ونظرا لاهمية المجالس شهدت مازونة استقطاب الكثير من العلماء أصبحت دار العلم والثقافة ومن بين:
- الشيخ أبو رأس المعسكري
- الشيخ السنوسي
- الشيخ محمد بالقندوزي المستغانمي
- سيدي موسى بن شهيدة
- سيدي عدة بن غلام الله .

## المساجد والزوايا ومراكز حفظ القران

### المساجد
ضمت مازونة سنة 1833 م على مسجدين ومقهى وقد ذكرا هذين المسجدين في مذكرة TATAREAU ومن حملة المساجد التي تأسست منذ القدم فهي على التوالي:
- مسجد سيدي محمد الغريب (تايسارت) بني عام 1000م(سيدي محمد السائح دفين مدينى تقرت).
- مسجد سيدي عزوز بني عام 1100م.
- مسجد الهدى بوذلول بني عام 1450م.
- مسجد سيدي علي بن لحسن بوماتع بني عام 1400م.
- مسجد سيدي عبد الحق القصبة بني عام 1600م.
- مسجد سيدي محمد بن شارف بني عام 1700م.
- مسجد مولاي بسويقا (بوعلوفة).
- مسجد المدرسة أسسه امحمد بن الشارف عام 1029م.

### الزوايا ومراكز حفظ القرآن
تعتبر الزاوية قلعة من قلاع بث العلوم وتوعية العقول وتربية النفوس، ولذا كانت الزوايا منتشرة في مازونة وماحولها من بينها:
- زاوية سيدي بللوش في أولاد سلامة: شهدت هذه الزاوية تخريج العديد من الطلبة حفظة القرآن.
- زاوية سيدي غلام الله شهدت هذه الزاوية أيضا تخريج عدد من الطلبة.

## معرض صور

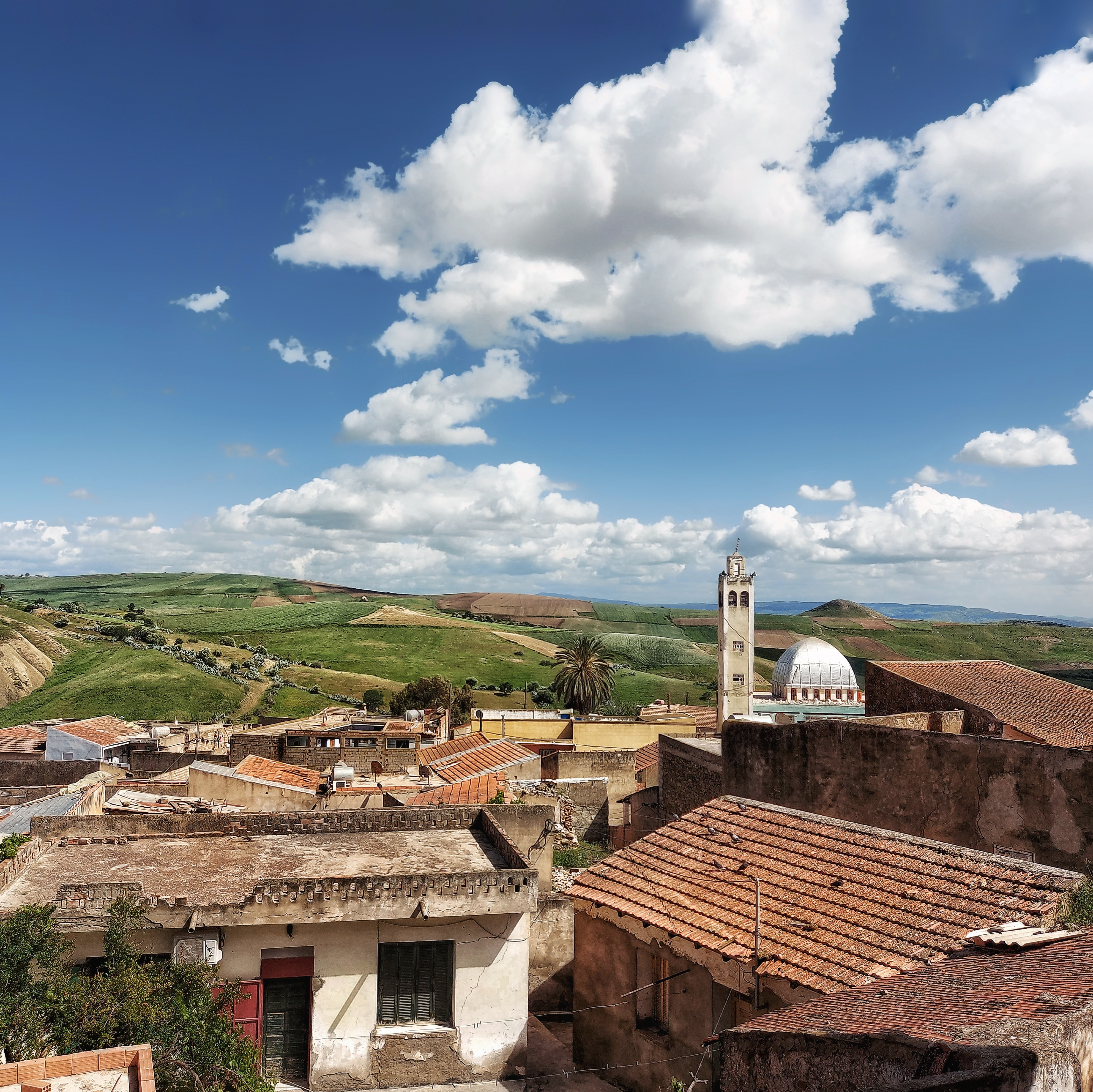
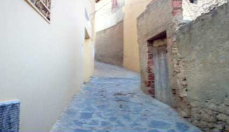
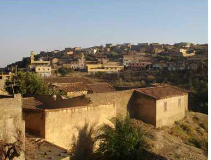
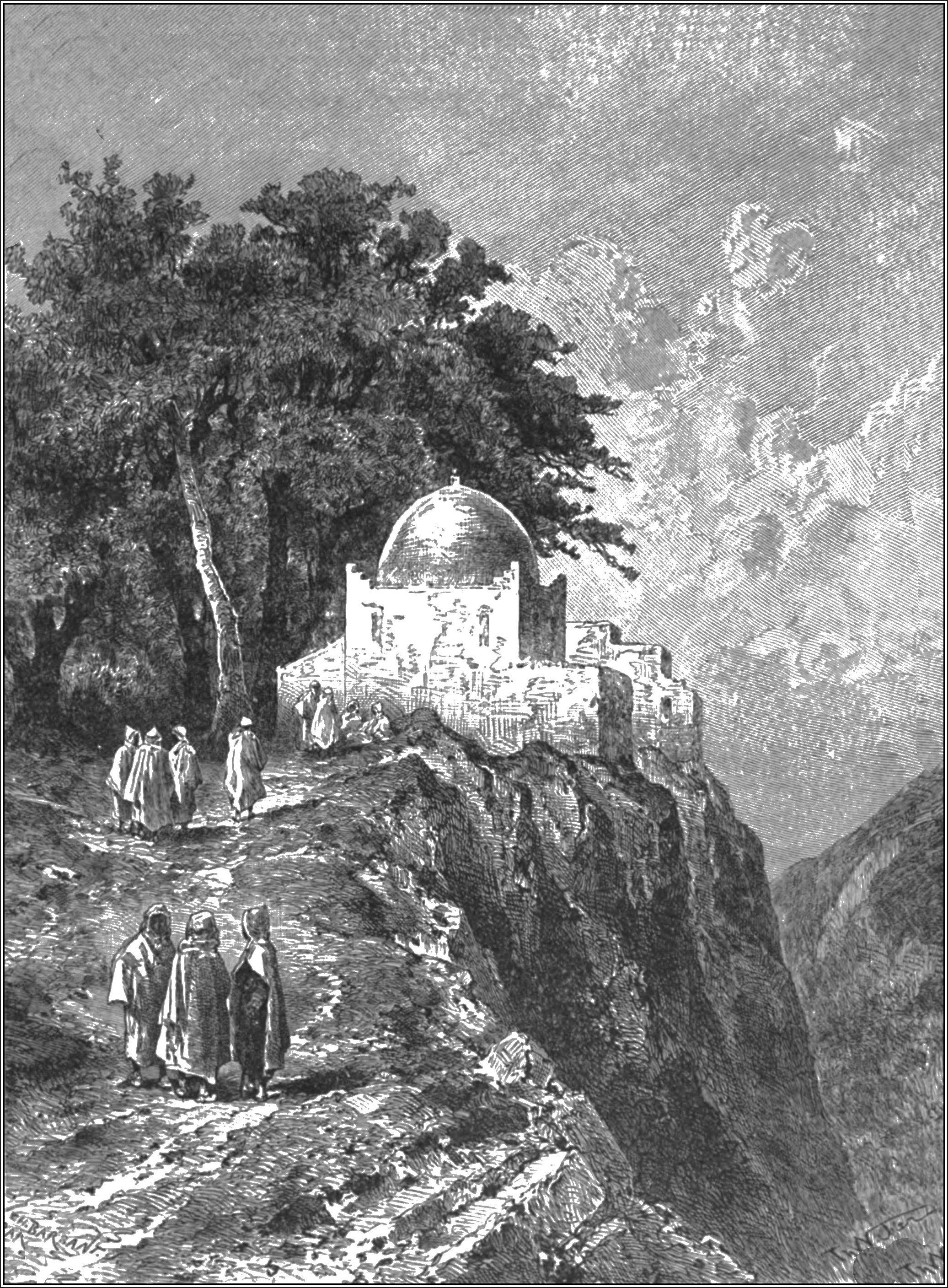
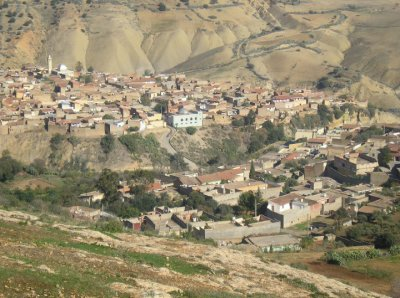

## وصلات أخرى

### وصلات داخلية
- دائرة مازونة
- ولاية غليزان

### وصلات خارجية
- مازونة 2200 من التاريخ .

1. ↑  "Wilaya de Relizane : répartition de la population résidente des ménages ordinaires et collectifs, selon la commune de résidence et la dispersion" (PDF). مؤرشف من الأصل (PDF) في 2023-04-04.. Données du recensement général de la population et de l'habitat de 2008 sur le site de l'الديوان الوطني للإحصائيات (الجزائر).
2. ↑  GeoNames (بالإنجليزية), 2005, QID:Q830106
3. ↑  محمد بن يوسف الزياني، دليل الحيران، ص 55
4. ↑  Moulay bel-Hamissi, HISTOIR DE MAZOUNA, P:21
5. ↑  مذكرات السيد لوكيل المازوني الذي عاش ما بين 1884-1940
6. ↑  "Climat et moyennes météorologiques tout au long de l'année pour Mazouna". مؤرشف من الأصل في 2023-03-13. اطلع عليه بتاريخ 12/03/2023. {{استشهاد ويب}}: تحقق من التاريخ في: |تاريخ الوصول= (مساعدة)
7. ↑  "تاريخ ابن خلدون - ابن خلدون - ج ٧ - الصفحة ٦٤". shiaonlinelibrary.com. مؤرشف من الأصل في 2023-03-13. اطلع عليه بتاريخ 2023-03-12.
8. ↑  الإدريسي، أبي عبد الله محمد بن محمد/الشريف (1 يناير 2020). نزهة المشتاق في اختراق الآفاق. Dar Al Kotob Al Ilmiyah دار الكتب العلمية. ISBN:978-2-7451-6563-3. مؤرشف من الأصل في 2023-03-13.
9. ↑  "وصف إفريقيا | الجزائر". books.rafed.net. مؤرشف من الأصل في 2021-04-29. اطلع عليه بتاريخ 2023-03-13.
10. ↑  هاينريش فون مالتسان، أبو العيد دودو (2021). هاينريش فون مالتسان، ثلاث سنوات في غربي شمال أفريقيا ج 1 وج 2، تر أبو العيد دودو.
11. ↑  admin (12 يناير 2021). "أضواء على مدينة مازونة الجزائرية..." JiL.Center. مؤرشف من الأصل في 2023-03-13. اطلع عليه بتاريخ 2023-03-13.
12. ↑  . الجريدة الرسمية. 1984 https://web.archive.org/web/20220305102232/https://www.joradp.dz/JO8499/1984/067/FP1580.pdf. مؤرشف من الأصل (PDF) في 2022-03-05. {{استشهاد ويب}}: الوسيط |title= غير موجود أو فارغ (مساعدة)